# Lújar
Lújar là một đô thị trong tỉnh Granada, Tây Ban Nha. Tọa độ 36°46′60″B 3°23′60″T / 36,78333°B 3,4°T Tọa độ: vĩ giây >= 60
Tọa độ: kinh giây >= 60
Đã đưa tham số không hợp lệ vào hàm {{#coordinates:}} (36.7833, -3.4000). Dân số khoảng 1200 người.